# 당삼채

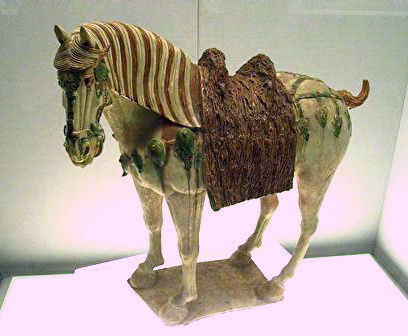
당삼채마상

당삼채(唐三彩)는 중국 당대의 도기로 삼채 유약을 사용한 것을 말한다.
주로 장안·낙양 귀족들의 장례용으로 제작되었고, 묘릉에 부장되었다. 서안의 당삼채는 서요(西窯)라 칭하고, 낙양의 것은 동요(東窯)라 칭한다.
도질(陶質)의 소지에 화장한 다음 녹·갈·황·백의 연유로 화려하게 칠하였으며, 또는 코발트의 남유(藍釉)를 칠한 것도 있다.백색 점토를 기본 재료로 하고 납과 알루미늄을 함유한 산화물을 용제로 하여 900도 정도의 저온에서 구워낸다.  “삼채”(三彩)는 세 가지의 색채만을 사용한다는 것이 아니라, 다양한 색채를 뜻한다. 그러나 대체로 황색, 녹색, 백색으로 색칠되어서 당삼채라 일컫는다.
기형은 용수호, 만년호와 반(盤), 완 외에 여러 가지 형태의 남녀 인물상, 신상, 진묘수(鎭墓獸), 말, 낙타 등의 각종 명기. 당대 귀족의 취미, 생활양상을 잘 나타내고 또 당시 유행한 서아시아풍 의장과 복식이 가끔 보인다. 당삼채는 남북조 시대 때 시작되어 수나라 때에도 있었으나, 당나라 때 성행하였다. 아마도 측천무후(재위 690∼705) 경부터 출현하여 후장(厚葬)의 풍습이 높아짐에 따라 크게 유행하였으나, 안록산의 난(756) 이후에는 제작되지 않았다.
당나라뿐만 아니라, 인도, 일본, 한국, 이란, 이라크, 이집트, 이탈리아 등 해외까지도 수출이 되어 높은 명성을 얻었다. 발해삼채, 요삼채, 송삼채 등과 페르시아 삼채 등에까지 그 영향이 미쳤다고 한다. 일본 나라시대(奈良時代) 때, 중국의 삼채를 모조하여 만든 도기(陶器)를 “나라삼채”라 하고, 신라시대 때 삼채를 모조하여 만든 도기를 “신라삼채”라고 한다.실크로드, 지중해 연안 국가에서 발굴된 것으로 보아, 당삼채는 서양의 도자기에도 작지 않는 영향을 끼쳤다. 그러기에 당삼채는 동서양을 이었던 중요한 문화물이라 할 수 있다.

## 참고 문헌
- 이 문서에는 다음커뮤니케이션(현 카카오)에서 GFDL 또는 CC-SA 라이선스로 배포한 글로벌 세계대백과사전의 내용을 기초로 작성된 글이 포함되어 있습니다.